# Obelisco de Dogali

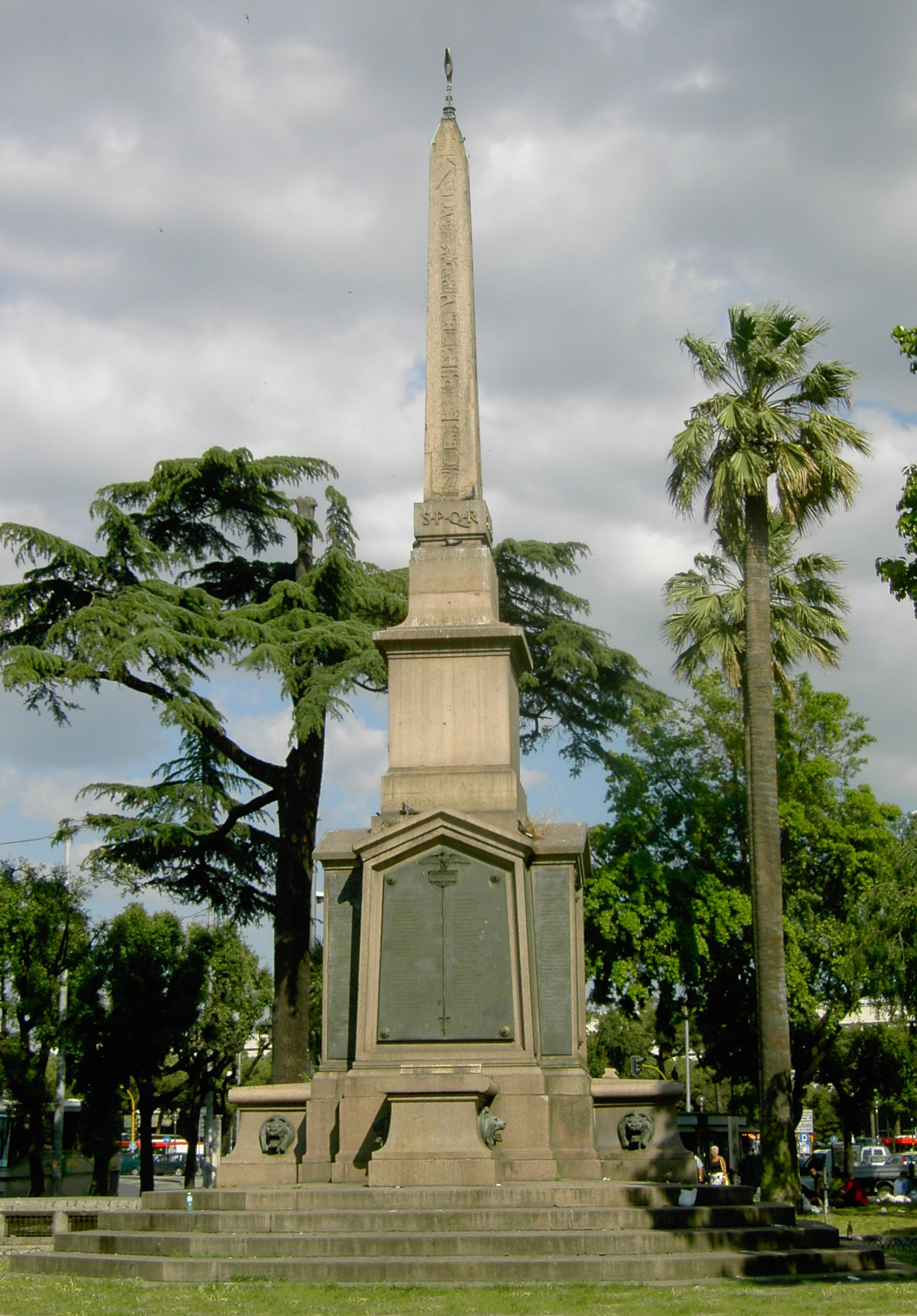
Obelisco Dogali

Obelisco di Dogali é um dos treze obeliscos de Roma, localizado na viale Luigi Einaudi, perto das Termas de Diocleciano, no rione Castro Pretorio.

## História e descrição
Este obelisco decorava o Iseum (Iseu Campense) perto de Santa Maria sopra Minerva. Foi encontrado em 1883 por Rodolfo Lanciani perto de Santa Maria sopra Minerva. Levado à Roma por Domiciano, foi instalado como decoração do Iseu Campense, assim como os obeliscos do Panteão, da Minerva e de Boboli (um local em Florença). 
Foi reformada em 1883 pelo arqueólogo Rodolfo Lanciani juntamente com Santa Maria sopra Minerva, realizada em 1887 pelo arquiteto Francesco Azzurri depois da Estação Termini para comemorar os mortos da Batalha de Dogali, na Eritreia; Em 1925, o obelisco foi levado para as imediações das Termas de Diocleciano e está, hoje, na viale Luigi Einaudi.